# Проект обучения молодых аниматоров

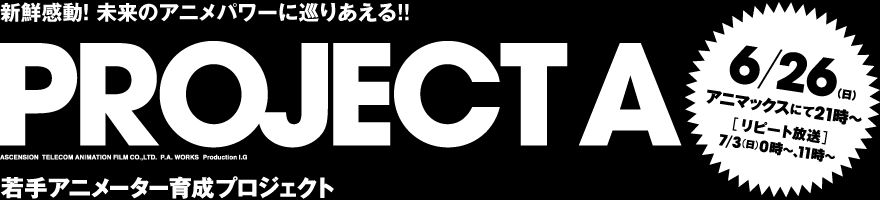

Проект обучения молодых аниматоров (яп. 若手アニメーター育成プロジェクト) — ежегодный проект Japanese Animation Creators Association (JAniCA). Дата запуска проекта — 2010 год. Целью создания проекта является поддержание молодых аниматоров, для укрепления конкурентоспособности индустрии аниме в Японии. Проект поддержало и профинансировало Агентство по делам культуры Японии.

## История
Ассоциация JAniCA в 2010 году основала проект «Проект обучения молодых аниматоров». Японское Управление Культуры не только поддержало проект, но профинансировало его на сумму 214,5 миллионов иен (около 2,27 миллионов долларов США). Цель проекта: обучение и передача опыта молодым аниматорам Японии. В рамках этого проекта планировалось создать четыре 30-минутных аниме-фильма, каждый с бюджетом в 38 миллионов иен. За время участия в проекте молодые аниматоры посещали семинары, курсы, принимали участие в групповых встречах, а также проходили обучение в крупных аниме-студиях страны, где с ними делились накопленным опытом. Созданные  в рамках проекта фильмы демонстрировались в марте во всех кинотеатрах страны.
В 2011 году правительство вновь оказало финансовую помощь проекту для создания четырёх 24-минутных фильмов. Бюджет составлял, как и в 2010 году, 214,5 миллионов иен (около 2,65 миллионов долларов США). Заявку на участие в проекте подали 11 ведущих аниме-студий, среди которых были выбраны Answer Studio, Shirogumi и Telecom Animation Film.
В 2012 году проект переименовали в Anime Mirai  (яп.  アニメミライ «аниме будущего»).

## Фильмы проекта Anime Mirai
| Год выхода | Название                                 | Режиссёр           | Студия                 |
| ---------- | ---------------------------------------- | ------------------ | ---------------------- |
| 2011       |                                          |                    |                        |
|            | Kizuna Ichigeki                          | Хонго Мицуру       | Ascension              |
|            | O-jii-san no Lamp                        | Такигути Тэйити    | Telecom Animation Film |
|            | Bannou Yasai Ninninman                   | Ёсихара Масаюки    | P.A. Works             |
|            | Tansu Warashi                            | Кисэ Кадзутика     | Production I.G         |
| 2012       |                                          |                    |                        |
|            | Buta                                     | Томонага Кадзухидэ | Telecom Animation Film |
|            | Wasurenagumo                             | Кайя Тосихиса      | Production I.G         |
|            | Shiranpuri                               | Миясита Симпэй     | Shirogumi              |
|            | Puka Puka JuJu                           | Кавамата Хироси    | Answer Studio          |
| 2013       |                                          |                    |                        |
|            | Ryo                                      | Тигира Койти       | Gonzo                  |
|            | Little Witch Academia                    | Ё Ёсинари          | Trigger                |
|            | Arve Rezzle: Kikaijikake no Yousei-tachi | Тацуя Ёсихара      | Zexcs                  |
|            | Death Billiards                          | Юдзуру Татикава    | Madhouse               |
| 2014       |                                          |                    |                        |
|            | Harmonie                                 | Ёсиура Ясухиро     | Ultra Super Pictures   |
|            | Ookii 1 Nensei to Chiisana 2 Nensei      | Ватанабэ Аюму      | A-1 Pictures           |
|            | Paroru no Miraijima                      | Имай Кадзуаки      | Shin-Ei Animation      |
|            | Kuro no Su: Chronus                      | Онда Наоюки        | Studio 4°C             |